# Plzeňský guláš

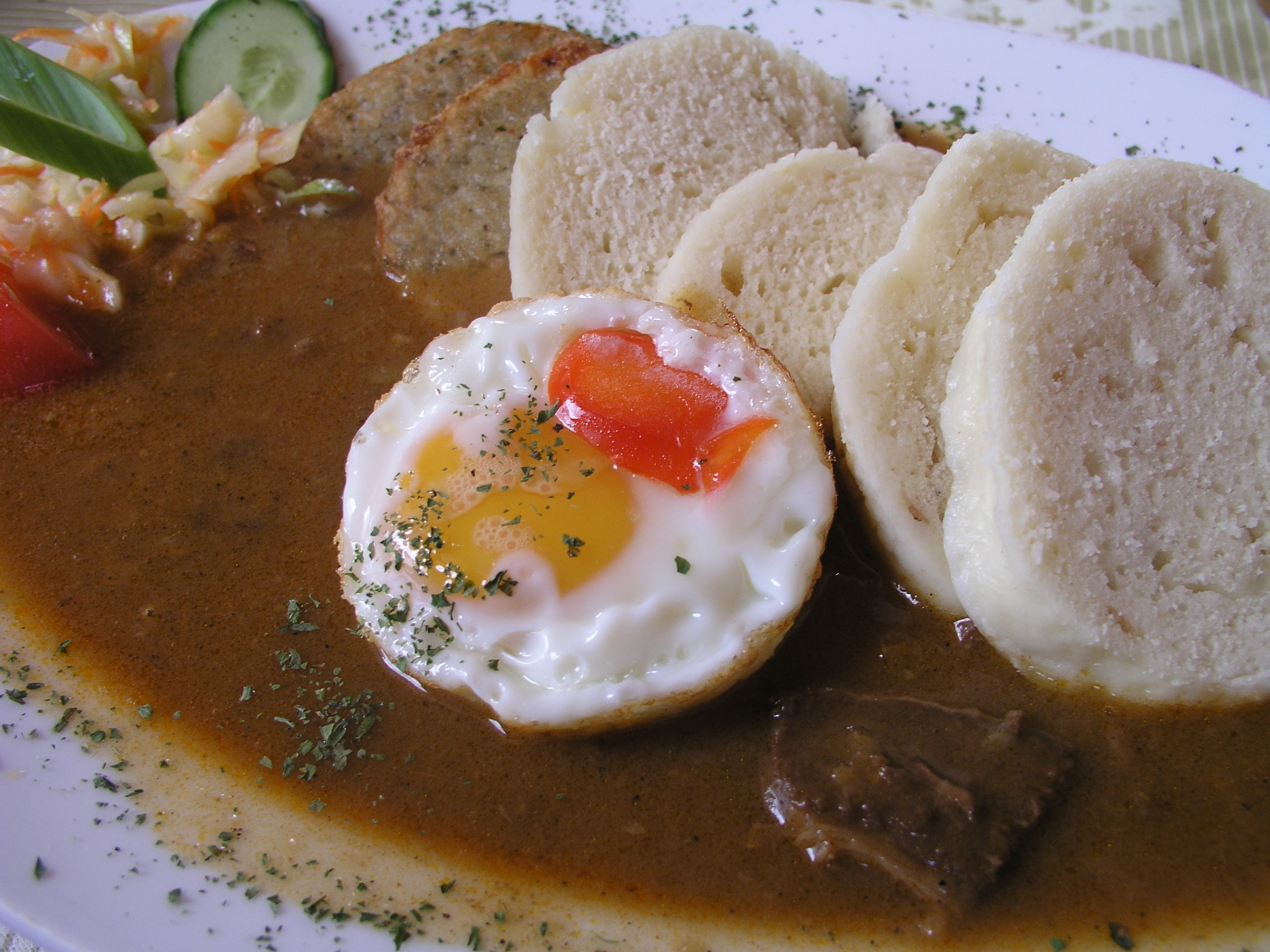
Gulasz pilznański z bułczanymi knedlikami i jajem sadzonym

Plzeňský guláš (pol. gulasz pilzneński) – regionalne, mięsne danie kuchni czeskiej charakterystyczne dla regionu pilzneńskiego.
Jest to lokalna odmiana czeskiego gulaszu pierwotnie serwowana w Pilźnie i okolicach. Do sosu dodawane jest piwo, co różni ten gulasz od podawanych w innych rejonach Czech. Sos bywa tu także zagęszczany chlebem.